# Saint-Denis-d'Augerons
 Saint-Denis-d'Augerons  là một xã của tỉnh Eure, thuộc vùng Normandie, miền bắc nước Pháp.